# Ossian Donner

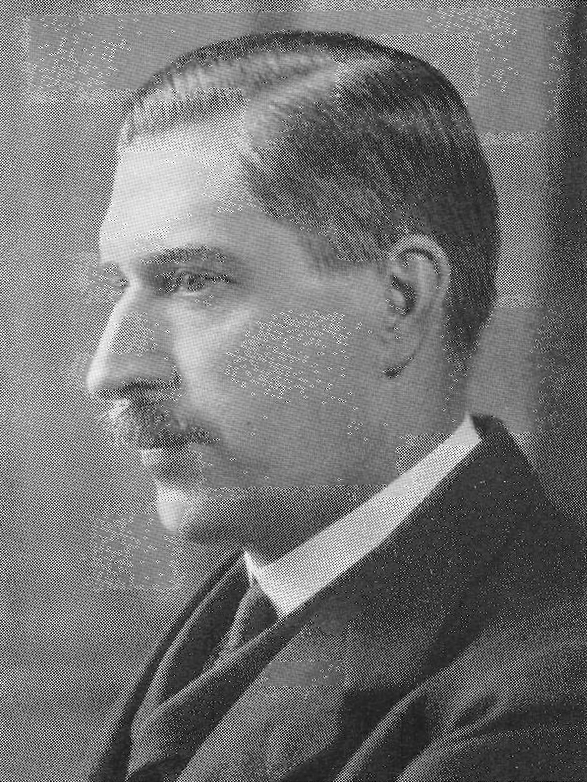
Ossian Donner

Ossian Donner, född 1866, död 1957, var en finländsk industriman och diplomat. Han var son till Otto Donner och halvbror till Kai Donner.
Donner erhöll ingenjörsutbildning vid Polytekniska institutet i Helsingfors och innehade sedan ett flertal direktörs- och ordförandeposter vid olika större industri- och affärsföretag. Donner tillhörde finländska finanskommittén i Stockholm under Finska inbördeskriget och var regeringsdelegerad i London mars-juni 1919 samt utomordentligt sändebud och befullmäktigad minister där 1919-1925. Donner var dessutom finländska regeringens representant hos Nationernas förbund i Ålandsfrågan.
Inrättade 1892 Hyvinge yllespinneri som sedermera ombildades till aktiebolaget Hyvinge Yllespinneri & Väfveri Ab samt Helsingfors Yllefabrik Ab och Helsingfors yllespinneri Ab i Helsingfors. Dessa tre bolag sammanslogs senare till De Förenade Yllefabrikerna Ab. År 1954 förenades bolaget med flera andra aktörer på marknaden till ett företag benämnt Villayhtymä Oy. I början av 1960-talet inleddes en serie saneringar som i slutet av årtiondet, då fabrikerna var nästan konkursfärdiga, ledde till att företaget Hyvilla Oy skapades. Det nya bolaget hade dock fortfarande dålig lönsamhet, och 1978 tog staten över en majoritet i bolaget. Företaget Valvilla Oy skapades. Detta företag fortsatte en tid verksamheten i Hyvinge med cirka 420 anställda i mitten av 1980-talet, men lades ned 1989
Ossian Donner lät uppföra sitt hem på Mauritzgatan 6 i Helsingfors (nuvarande Svenska klubben). Huset ritades av arkitekten Waldemar Aspelin och invigdes 1904.

## Ossian Donners produktion
- Åtta år. Memoaranteckningar från åren 1918–1927 (1927).
- Min tid (1949).